# Eduardo Boscá
Eduardo Boscá (Valencia, 12 febbraio 1843 – Valencia, 1924) è stato un medico e naturalista spagnolo.

## Biografia
Boscà seguì gli studi di medicina presso l'Università di Valencia, e ottenne il suo dottorato nel dipartimento di Scienze naturali dell'Università di Madrid nel 1873. Insegnò in numerosi istituti, inizialmente a Xàtiva (1874), poi ad Albacete (1876) e infine a Ciudad Real.
Tornò a Valencia nel 1883 per prendere il posto di direttore del Giardino botanico di Valencia.
Nel 1892 divenne professore di Storia naturale all'Università di Valencia, posto che occupò fino al pensionamento nel 1913. Gran collezionista particolare, ha creato un museo con più di 43 000 reperti di fauna e flora raccolti nella regione di Valencia.

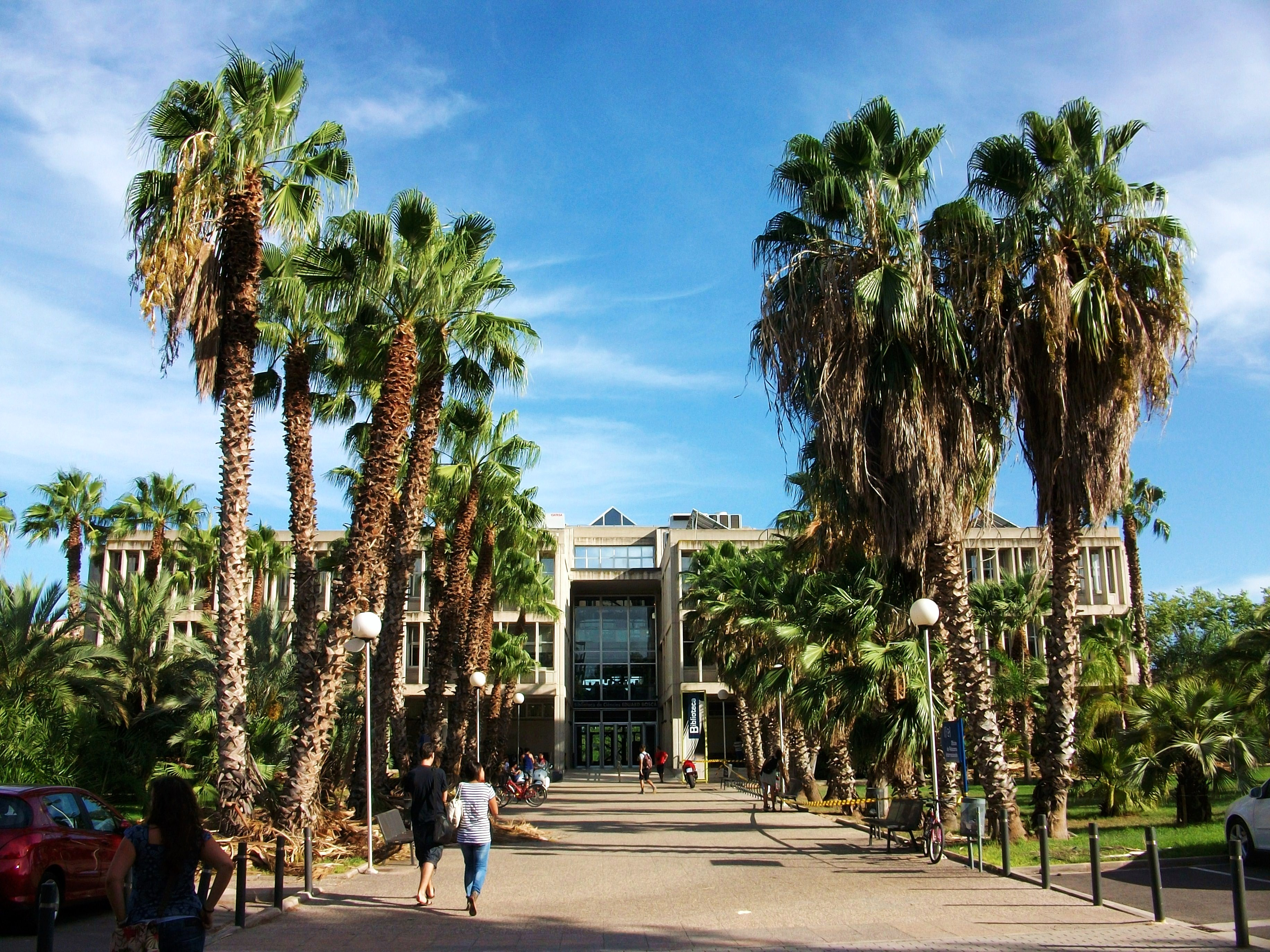
BU Sciences Eduard Boscà a Burjassot (Valencia)

È considerato l'iniziatore dell'erpetologia in Spagna. In effetti, egli realizzò uno studio esauriente sui rettili nella penisola iberica, il Catalogue des reptiles et des amphibiens de la Péninsule Ibérique et des îles Baléares (1880), originalmente pubblicato nel 1877 in spagnolo. Il suo primo contributo scientifico importante concerne la micologia: si tratta di Memoria sobre los hongos comestibles y venenosos de la provincia de Valencia (1873).
Egli scoprì 3 nuove specie: due di rettili, Vipera latastei e Chalcides bedriagai, e una di anfibi, l'Alite iberico.
In suo omaggio, la Biblioteca delle Scienze dell'Università di Valencia porta il suo nome.